# 후쿠다 유스케
후쿠다 유스케(일본어: 深田 祐介, 1931년 7월 15일~)는 일본의 소설가이다. 1982년에 《염열상인》으로 제87회 나오키상을 수상했다.
새로운 역사 교과서를 만드는 모임 결성 기자 회견에서 발표한 “이번에 검정을 통과한 7개 중학교 교과서는 증거가 불충분한 채 종군 위안부의 강제연행설을 함께 채용했다”는 성명의 호소인 9명 중 한 명이다.